# Drottens kyrkoruin, Visby
Drottens kyrkoruin är det vanliga namnet på ruinerna efter S:t Trinitatis eller Trefaldighetskyrkan i Visby i Visby stift på Gotland. 

## Namnet
Ordet drott nämns i Gutalagen, där det omnämns som ägare av en träl, men i andra sammanhang betyder det oftast furste eller kung. Drottens hustru kallades drottning. Det stundom förekommande S:t Drotten är alltså felaktigt.

## Kyrkobyggnaden
Kyrkan byggdes omkring år 1240 som församlingskyrka för tyskarna i Sankt Drottens församling men är om- och tillbyggd under senare delen av medeltiden. Den övergavs 1528, då borgerskapet började ta ut "ransoner" ur kyrkans inventarier. S:t Trinitatis ribbvalv var sannolikt förebild för korets ribbvalv i Lokrume kyrka. Vid ruinen står Theodor Lundbergs byst av Christopher Polhem, avtäckt 1911. Strax intill Drotten ligger S:t Lars kyrkoruin.

## Nuvarande användning
Drottens ruin ingår bland de kyrkoruiner i Visby som hyrs ut för tillfälliga evenemang såsom konserter, teateruppsättningar, bröllop, föreläsningar och mingel, både under Almedalsveckan och vid andra tillfällen. 

## Galleri

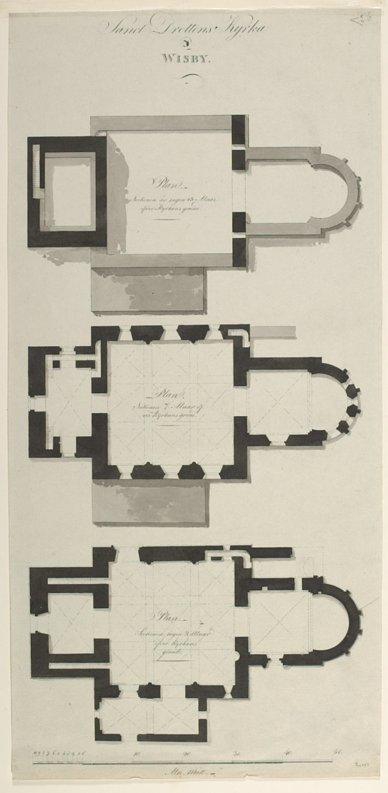
Planritning från 1807
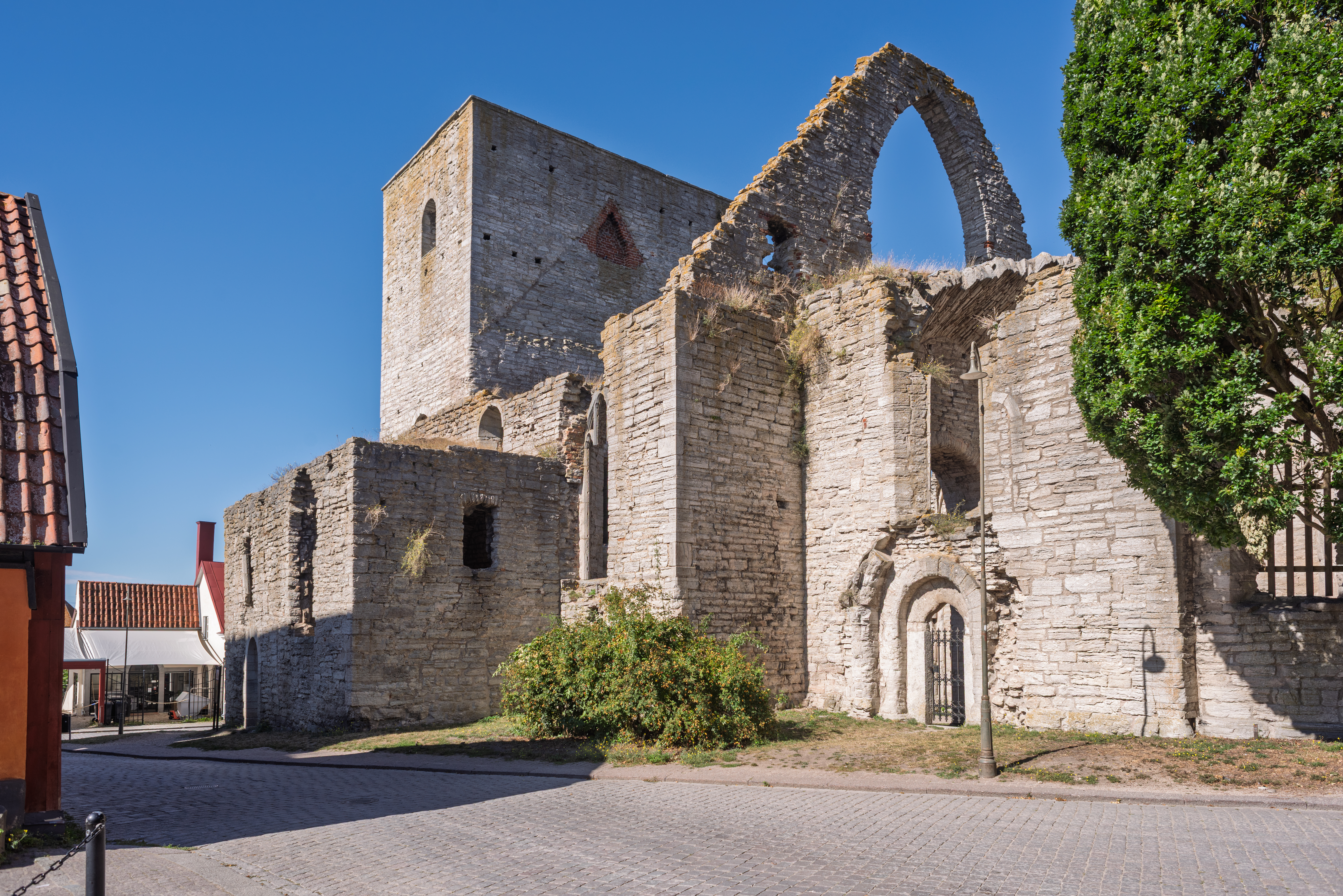
Drottens sydfasad från sydöst
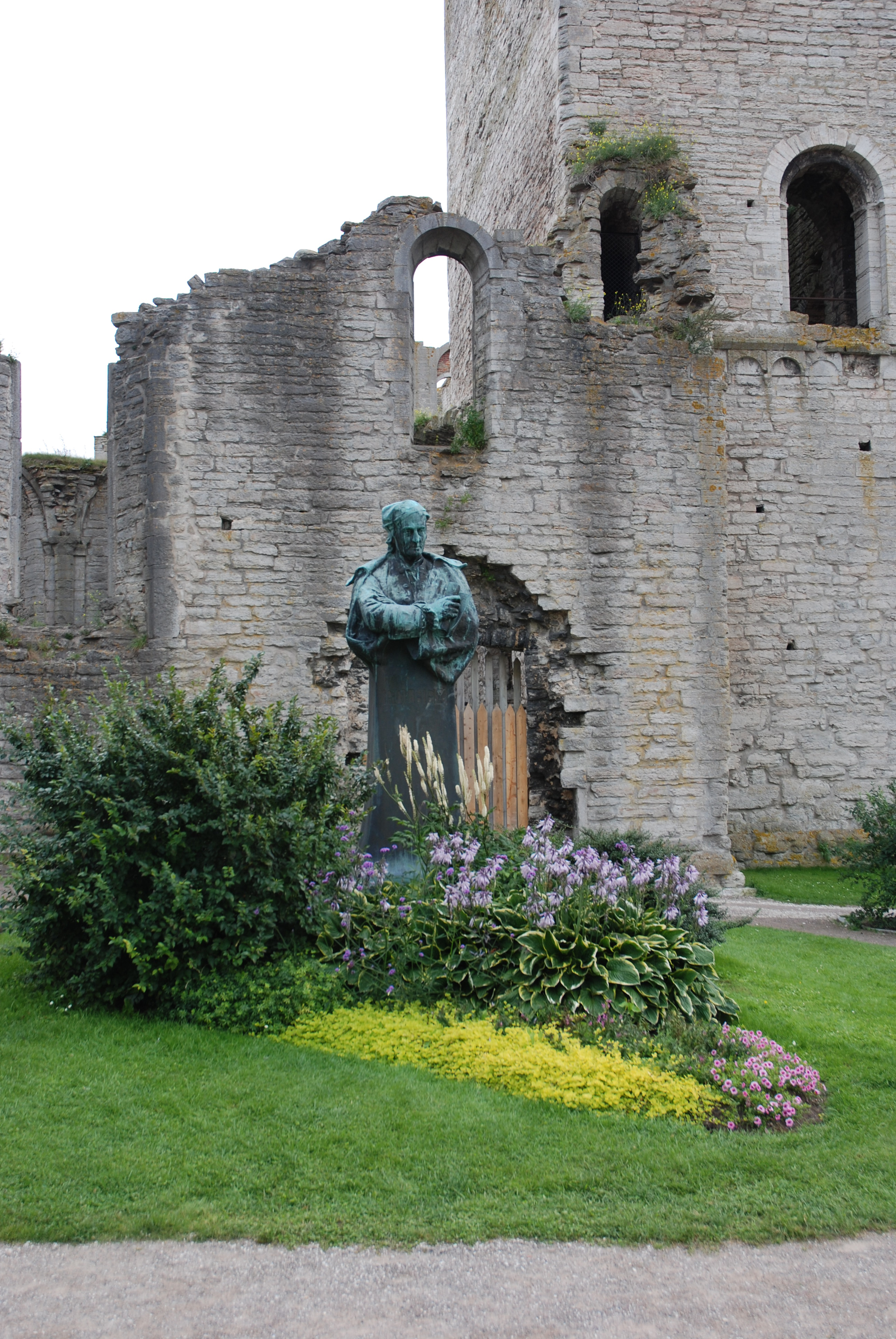
Drottens nordfasad med Theodor Lundbergs byst över Christopher Polhem framför